# Gonçalo M. Tavares

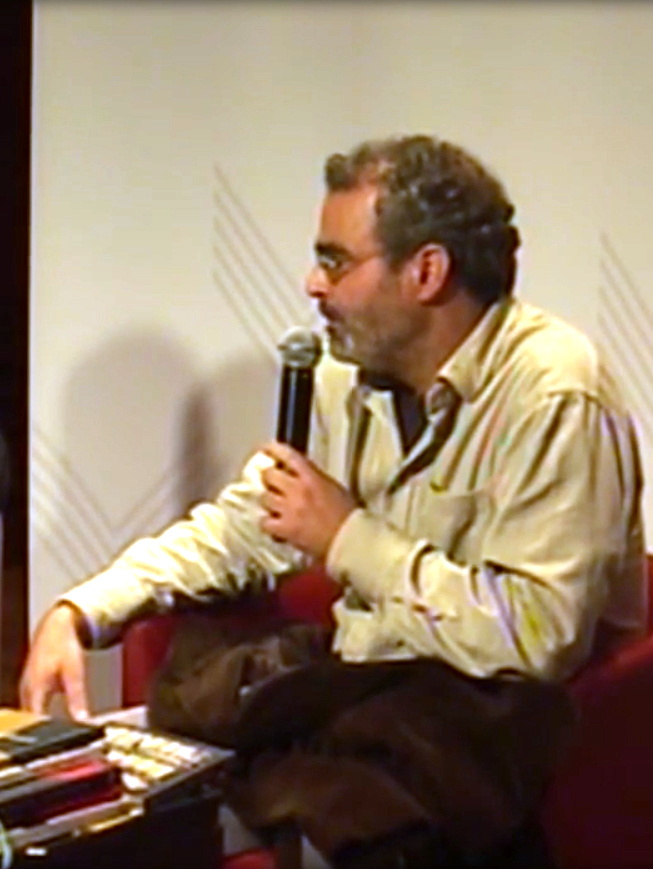
Gonçalo M. Tavares

Gonçalo Manuel Tavares (* 1970 in Luanda, Angola) ist ein portugiesischer Schriftsteller, der als Romancier, Dramatiker, Lyriker und Essayist tätig ist und seit seinem Debüt im Jahr 2001 zu den bedeutendsten portugiesischen Autoren seiner Generation gehört.

## Leben
Gonçalo M. Tavares wurde 1970 in Luanda, Angola (damals noch portugiesische Kolonie), als Sohn eines Bauarbeiters geboren. Seine Kindheit verbrachte er in Aveiro, bevor er mit 18 Jahren nach Lissabon zog.
Er ist Professor für Philosophie mit dem Schwerpunkt Erkenntnistheorie an der Technischen Universität Lissabon.
Gonçalo M. Tavares hatte sein literarisches Debüt im Jahre 2001 mit dem Lyrikband Livro de Dança, seitdem hat er mehr als 30 Bücher publiziert, die verschiedene Gattungen umfassen, so Lyrik, Dramatik, Roman, Erzählung, Kinderbuch, Essays.
Tavares gliedert seine Literatur in Reihen, von denen "O Bairro" (Das Stadtviertel) sowie die Roman-Tetralogie "O Reino" (Das Reich) die bekanntesten sind. "O Bairro" bevölkert sich sukzessive mit bekannten Persönlichkeiten aus der Literaturgeschichte (Bertolt Brecht, Paul Valéry, Italo Calvino, Roberto Juarroz, Karl Kraus, Robert Walser, André Breton, T. S. Eliot, Emanuel Swedenborg), die er in Bänden mit Kurzprosa paraphrasiert.
Viele seiner Bücher sind in zahlreiche Sprachen übersetzt worden.
In deutscher Sprache sind bisher zwei Romane – Die Versehrten (Originaltitel: Jerusalém) und Joseph Walsers Maschine (Originaltitel: A Máquina de Joseph Walser) bei der DVA – sowie zuvor der Kurzprosaband Wasser, Hund, Pferd, Kopf (Originaltitel: Água, cão, cavalo, cabeça) im Verlag Der Apfel erschienen. Der zehnbändige Zyklus Das Viertel (Originaltitel: O Bairro) wird seit Frühjahr 2020 kontinuierlich im Verlag Edition Korrespondenzen publiziert.

## Werke
- Uma Viagem à Índia, 2010 (Prêmio Especial de Imprensa Melhor Livro 2010 Ler/Booktailors,

Grande Prêmio Romance e Novela da Associação Portuguesa de Autores 2011, Prémio Literário Fernando Namora 2011, Prémio Fundação Inês de Castro 2012)
- Matteo perdeu o emprego, 2010
- Canções Mexicanas, 2011
- Short Movies, 2011
- Na América, Disse Jonathan. Deutsch: „In Amerika“, sagte Jonathan, übers: Christiane Quandt und Frank Henseleit, Kupido Literaturverlag, Köln 2022

### O Reino (Romane)
- Um Homem: Klaus Klump Editorial Caminho, Lissabon 2003.
- A Máquina de Joseph Walser, Editorial Caminho, Lissabon 2003. Deutsch: Joseph Walsers Maschine, übersetzt von Marianne Gareis, Deutsche Verlags-Anstalt, München 2014, ISBN 978-3-421-04627-7
- Jerusalém. Círculo de Leitores, Lissabon 2004 / Editorial Caminho, Lissabon 2005. Deutsch: Die Versehrten, übersetzt von Marianne Gareis, Deutsche Verlags-Anstalt, München 2012, ISBN 978-3-421-04502-7, ausgezeichnet mit dem Prémio José Saramago 2005, dem Prémio Ler/Millennium-BCP und dem Prémio Portugal Telecom de Literatura 2007.
- Aprender a Rezar na Era da Técnica Editorial Caminho, Lissabon 2007.

### O Bairro (Kurzprosa, Paraphrasen)
- O Senhor Valéry, 2002 (Prémio Branquinho da Fonseca der Fundação Calouste Gulbenkian sowie der Wochenzeitung Expresso). Deutsch: Herr Valéry und die Logik, übers.: Michael Kegler, Edition Korrespondenzen, Wien 2020.
- O Senhor Henri, 2003. Deutsch: Herr Henri und die Enzyklopädie, übers.: Michael Kegler, Edition Korrespondenzen, Wien 2020.
- O Senhor Brecht, 2004. Deutsch: Herr Brecht und der Erfolg, übers.: Michael Kegler, Edition Korrespondenzen, Wien 2020.
- O Senhor Juarroz, 2004. Deutsch: Herr Juarroz und das Denken, übers.: Michael Kegler, Edition Korrespondenzen, Wien 2020
- O Senhor Kraus, 2005. Deutsch: Herr Kraus und die Politik, übers.: Michael Kegler, Edition Korrespondenzen, Wien 2021
- O Senhor Calvino, 2005. Deutsch: Herr Calvino und der Spaziergang, übers.: Michael Kegler, Edition Korrespondenzen, Wien 2022
- O Senhor Walser, 2006. Deutsch:  Herr Walser und der Wald, übers.: Michael Kegler, Edition Korrespondenzen, Wien 2023
- O Senhor Breton, 2008. Deutsch: Herr Breton und das Interview, übers.: Michael Kegler, Edition Korrespondenzen, Wien 2024
- O Senhor Swedenborg e as investigações geométricas, 2009. Deutsch: Herr Swedenborg und die geometrischen Überlegungen, übers. Michael Kegler, Edition Korrespondenzen, Wien 2025
- O Senhor Eliot e as conferências, 2010

### Livros Pretos (canções)
- Água, cão, cavalo, cabeça – 2006 (Grande Prémio de Conto "Camilo Castelo Branco" der portugiesischen Schriftstellervereinigung); Deutsch: Wasser, Hund, Pferd, Kopf, übersetzt von Michael Kegler. Verlag Der Apfel, Wien 2008.

### Enciclopédia
- Breves notas sobre ciência, 2006
- Breves notas sobre o medo, 2007
- Breves notas sobre as ligações, 2009

### Bloom Books
- A perna Esquerda de Paris seguido de Roland Barthes e Robert Musil, 2004

### Poesia (Lyrik)
- 1, 2004

### Estórias (Kurzgeschichten)
- Histórias falsas, 2005

### Teatro (Theater)
- O homem ou é tonto ou é mulher, 2003
- A Colher de Samuel Beckett, 2003

### Arquivos
- Biblioteca, 2004

### Investigações
- Livro da dança, 2001
- Investigações. Novalis, 2002 ("Prémio Revelação de Poesia" der Portugiesischen Schriftstellervereinigung)
- Investigações geométricas, 2005

## Auszeichnungen
Tavares' Werk wurde mit zahlreichen Preisen im In- und Ausland ausgezeichnet, u. a. mit dem Prémio Telecom de Literatura em Língua Portuguesa (Brasilien), dem Preis des Portugiesischen Schriftstellerverbandes Associação Portuguesa de Escritores (APE), dem Prémio Branquinho da Fonseca, dem Prémio Lex/Millennium BCP, dem Prix du Meilleur livre étranger 2010 sowie dem Prix Littéraire Européen 2011.
Sein bedeutendster Preis bisher war jedoch der Prémio José Saramago, der ihm 2005 verliehen wurde. Bei der Laudatio sagte José Saramago die in Portugal mittlerweile legendär gewordenen Sätze: „Goncalo M. Tavares hat kein Recht, im Alter von 35 Jahren so gut zu schreiben. Man hätte Lust, ihn zu schlagen.“ Dieses Lob des Nobelpreisträgers erklärt, warum Tavares als würdiger Nachfolger von Saramago und António Lobo Antunes gehandelt wird.
Die französische Zeitung Le Figaro bezeichnete ihn als „portugiesischen Kafka“. Bedeutende Autoren rezensierten seine Werke, so Eduardo Lourenço, Alberto Manguel und Moacyr Scliar.